# Garaeus fenestratus
Garaeus fenestratus är en fjärilsart som beskrevs av Butler 1887. Garaeus fenestratus ingår i släktet Garaeus och familjen mätare. Inga underarter finns listade i Catalogue of Life.